# Temple Wood

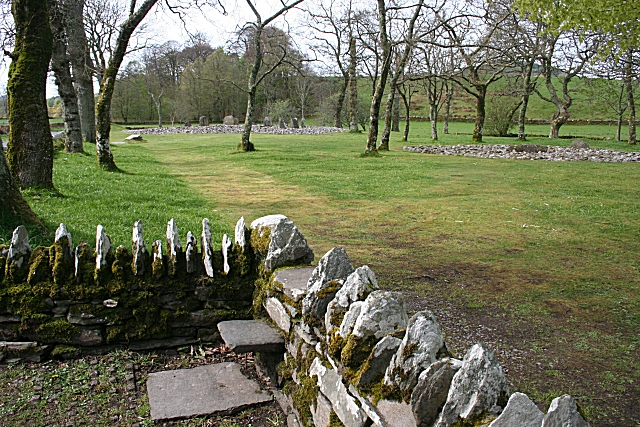
Die Steinkreise

Die Steinkreise von Temple Wood liegen zwischen den Monumenten von Nether Largie, südwestlich von Kilmartin in der Council Area Argyll and Bute in Schottland. Die Anlage ist als Scheduled Monument geschützt.

## Übersicht
Die Chronologie der beiden Denkmäler konnte nicht völlig erschlossen werden. Zuerst bestand der Nordkreis mit einem hölzernen Henge. Es wurde später durch Steinpfeiler ersetzt. Der Umbau scheint unvollendet geblieben zu sein. Die folgenden Aktivitäten waren allein auf den Südwestkreis gerichtet. 
Wichtige Elemente waren hier zwei kleine, außerhalb des Kreises errichtete Cairns, die Steinkisten enthielten. Der Kreis wurde von einem völlig geschlossenen Ring gebildet. Die Räume zwischen den 22 großen Steinen wurden mittels aufrecht stehender Platten ausgefüllt. Der Kreis war von einem knapp fünf Meter breiten Damm aus Steinen umgeben, der auch die externen Cairns bedeckte. Es ist nicht festzustellen zu welcher Zeit die drei Strukturen innerhalb des Kreises errichtet wurden. Es gibt zwei unterschiedlich gestaltete Steinsetzungen im Süd- und im Nordosten sowie den zentralen Cairn mit der Steinkiste. Die eine Struktur ist ein aus Platten gesetzter ovaler Kreis von 2,5 bis 3,0 m Durchmesser. Die andere ist eine kistenartige Setzung aus sechs Steinen. Die internen Strukturen wurden letztlich auch mit Rollsteinen bedeckt.

## Südwestkreis

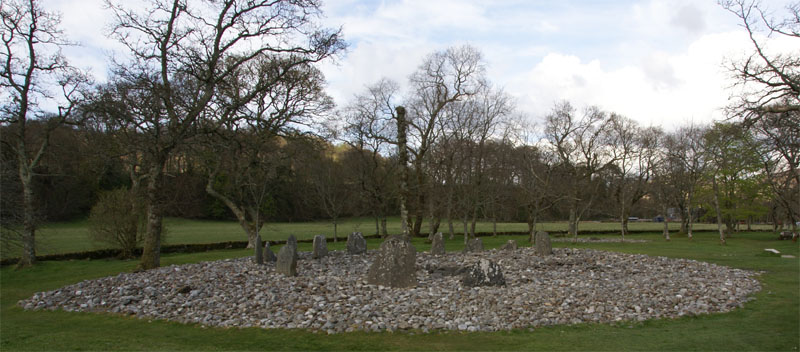
Gesamtansicht

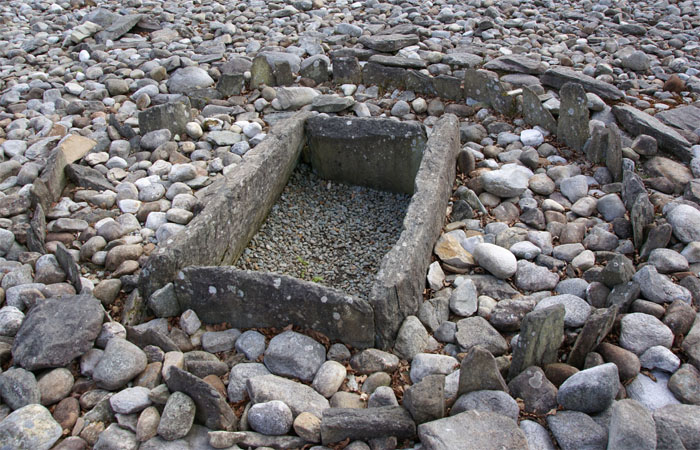
Zentrale Steinkiste

Der leicht ovale südwestliche Steinkreis misst 12 m × 13 m. Er bestand ursprünglich aus 22, bis zu 1,6 m hohen plattigen Menhiren. Heute sind es noch 14, zum Teil als Stümpfe. In der Mitte des Kreises befindet sich eine Steinkiste von 1,4 m × 0,8 m. Mehrere Bestattungen wurden in der Kiste, in einer der Steinsetzungen innerhalb des Ringes und in den kleinen Kisten außerhalb gefunden. Ein kleinerer Stein im weitgehend zerstörten Südosten des Kreises steht als einziger senkrecht zum Kreis. Es misst 1,05 m in der Höhe, 1,0 m in der Länge und 0,1 m in der Dicke. Zwei beinahe benachbarte Ringsteine im Norden sind mit Ritzungen versehen. Einer mit nur noch schwach erkennbaren konzentrischen Kreisen, der andere mit einer Doppelspirale, die sich über zwei Seitenflächen erstreckt. Zwei einander gegenüber liegende Steine (Nord- und Südseite) sind aus Schieferchlorit, die übrigen sind aus einer anderen Steinart. Auf der äußeren Seite eines der Steine gibt es möglicherweise einige kleine Schälchen (cupmarks). Zwei kleine cupmarks wurden auf einer der Abstandplatten entdeckt. 

## Der Nordostkreis
Ein älterer Steinkreis, von 10 m × 10,5 m Durchmesser wurde 1979 wenige Meter entfernt im Nordosten entdeckt. Er wurde mit einer runden Steinschüttung und Markern versehen, um die beiden Phasen zu dokumentieren. Die ältere ist ein Woodhenge, das von einem Ring aus aufrechten Steinen ersetzt wurde.
Der Südcairn von Nether Largie liegt 250 m nach Nordosten und die Menhire von Nether Largie liegen etwa 300 m entfernt im Südosten.